# Kyōgen
Kyōgen (狂言) est la forme comique du théâtre japonais traditionnel. Les acteurs de kyōgen sont issus de familles spécifiques et utilisent une technique théâtrale qui leur est propre. Cependant, au sein même d'une pièce de nô, il y a souvent un acteur kyōgen pour interpréter les personnages populaires qui viennent retracer, lors de l'intermède (moment où le shite retourne en coulisse pour changer de costume et de masque), l'histoire du protagoniste. Ces intermèdes sont présents dans trois des cinq catégories de nô : les nôs de guerriers, les nôs de femmes et les nôs du monde réel. Pourtant, même si le nô et le kyōgen se jouent sur un même espace scénique, ce sont deux arts dramatiques distincts.
Le kyōgen est inscrit sur la liste représentative du patrimoine culturel immatériel de l'humanité de l'UNESCO, étant un des types de théâtre du nōgaku, conjointement au nô.

## Définition et sens du motkyōgen
Le kyōgen est un théâtre comique et satirique. Le mot japonais kyōgen est composé de deux caractères : le premier « kyō » 狂, signifie « fou, folle » et le deuxième « gen » 言 signifie « paroles, mots ». Ainsi, le mot kyōgen signifie littéralement « folles paroles ».

## Différences principales entre nô etkyōgen
Le kyōgen est joué la plupart du temps sans masque sauf pour certains personnages animaliers, divins, vieillards ou jeunes femmes. C'est un théâtre ayant un rythme rapide, sans mystères et généralement sans musique et sans chœur. Il utilise la langue contemporaine, le style des dialogues est issu du langage courant de la période Muromachi, très différent du style littéraire du nô qui cultive les archaïsmes.
Alors que le nô est historique et tragique, les pièces de kyōgen reflètent les habitudes, les coutumes et la vie des gens du commun dans de courtes pièces comiques. De plus, autant le nô est marqué par la perfection des mouvements, autant le kyōgen est parfois désordonné car il est basé sur le divertissement. Le nô est sérieux, basé sur la danse et le chant qui provoque ainsi la tristesse, la noblesse, tandis que le kyōgen est léger, basé sur le dialogue et sur les aspects comiques et populaires.  
Toujours par effet de contraste avec le nô, il évite le surnaturel sauf pour le parodier, et caricaturer aussi et surtout les personnages nobles. Bien qu'ayant un répertoire fixe et des techniques d'une grande rigueur, le kyōgen garde à l'esprit qu'il vient d'un art de l'improvisation, ce qui est confirmé par l'importance des variantes et versions entre les répertoires des écoles.
Le kyōgen est le pendant et le complément indispensable du nô. En effet, si le nô exprime ce que nous voudrions être, la voie de nos aspirations, le kyōgen qui lui est intimement lié, exprime ce que nous sommes et son acceptation : deux chemins conduisant à la sagesse. Dès le XVe siècle, l'usage s'est instauré d'intercaler entre deux pièces sérieuses un épisode comique, sous le nom de kyōgen, paroles folles, soties, ces farces deviendront inséparables du nô.
Il existe deux types de kyōgen :
- le ai-kyōgen est joué entre deux scènes de nô pour laisser le temps à un acteur nô de changer de costume. Ce type de kyōgen met en scène un seul acteur de kyōgen qui explique l’histoire qui suivra et invoquera les points importants de la pièce.
- le hon-kyōgen est joué entre deux actes de nô. Cette fois-ci c’est un spectacle distinct du nô. Il met en scène deux à trois acteurs de kyōgen au dialogue et mouvement comique. Ce type de kyōgen permet de provoquer le rire et de détendre le spectateur après deux actes de nô beaucoup plus sérieux.

## Historique
Le kyōgen comme le nô, a évolué d'une forme de théâtre comique appelée sarugaku (« danse du singe ») Ce type de spectacle acquiert une grande popularité à la période Muromachi car le sarugaku a été affiné par Zeami, un théoricien du nô. Il énonce tous les grands principes esthétiques (costumes, masques, gestuelles, etc). C’est aussi l’un des plus célèbres dramaturges japonais.
A la période Edo, le sarugaku devient le nôgaku. C'est la combinaison du théâtre nô et du kyōgen. Par la suite, le kyōgen passe alors sous la protection des shoguns Tokugawa et atteint les plus hautes classes sociales. Pour des raisons esthétiques, il est alors associé aux représentations de nô.
Les kouta, courtes ballades, étaient très en vogue parmi les gens du peuple dans la période Muromachi, et un certain nombre de ces chansons apparaissent dans des pièces kyōgen. Ces pièces, basées à l'origine sur l'improvisation, n'ont été consignées par écrit qu'à partir du XVIIe siècle, pendant la période Edo. À partir du moment où ces pièces furent manuscrites, la tendance s'est formée de ne pas augmenter le répertoire ni changer de partie essentielle de la mise en scène.
La restauration de Meiji au XIXe siècle et la chute du gouvernement militaire ont laissé le nô et le kyōgen sans aide financière, mais ils ont trouvé par la suite d'autres soutiens financiers dans la nouvelle classe marchande. Malheureusement, la nature élitiste de ce mécénat a détourné le nô et le kyōgen du grand public pendant une longue période. Depuis la fin de la Seconde Guerre mondiale, le kyōgen suscite de nouveau l'attention des spectateurs comme un art dramatique japonais traditionnel, distinct du nô.

## Dramaturgie
Comme mentionné plus haut, le kyōgen fait partie du nôgaku. Les pièces de kyōgen sont intercalées entre deux pièces de nô, mais il peut aussi être joué seul.

### La scène
La scène est la même que celle du nô. Mais elle possède un plus grand espace car il n’y a généralement ni musicien ni chœur. Il y a seulement deux ou trois protagonistes qui apparaissent pour chaque pièce. Cette absence de décor permet au public d’être plus concentré sur le jeu des acteurs.
La scène se compose donc d’un plateau en bois de cyprès du Japon surélevé et prolongé par un pont. Les quatre piliers aux quatre coins de la scène supportent un toit.

### Acteurs et personnages
Comme pour le nô, les acteurs du kyōgen (kyōgen-gata) ne sont pas nommés par le nom du personnage mais par l’importance de leur rôle dans la pièce. Les personnages sont joués uniquement par des hommes.
L’acteur qui joue le personnage principal de la pièce est le shite. Le deuxième acteur, celui qui assiste le shite est ado (waki pour le nô). S’il y a un troisième acteur, c’est le koado.

#### Personnages mis en scène
Les personnages mis en scène représentent des caractères plutôt que des personnages eux-mêmes. Il y a le Taro Kaja (le serviteur) et le daimyo (le seigneur féodal, le maitre), ils sont généralement le shite. Le shite, littéralement est « celui qui agit », est le personnage principal de la pièce. Il change en fonction de la pièce. Ensuite nous avons les dieux, les moines, les démons, les vieillards et les femmes.

#### Écoles et formations
Les écoles de kyōgen sont différentes de celles du nô. Aujourd’hui, il existe deux écoles de kyōgen : les écoles Izumi et Okura. Elles interprètent les environ deux cent soixante pièces du répertoire actuel de kyōgen. Les acteurs de kyōgen ont commencé dès leur plus jeune âge car on devient acteur de kyōgen de père en fils.
Chaque école est différente due aux différentes familles qui les dirigent. Izumi est représentée par la famille Nomura et compte plus de vingt acteurs. Quant à Okura, elle est représentée par la famille Shigeyama. Elle pratique le kyōgen depuis quatre cents ans. Il y a plus de soixante-dix acteurs.
Avec cent soixante-dix-sept pièces en commun, les répertoires comptent cent quatre-vingts pièces pour Okura et deux cent cinquante-quatre pour Izumi. Mais à la différence du nô, ces textes restent presque tous anonymes. De temps en temps, de nouvelles pièces de kyōgen voient le jour, par exemple Susugigawa (La Rivière des lavandières) qui est une libre adaptation par la famille Shigeyama de la pièce française La Farce du cuvier. De même Mansai Nomura, à la tête d'un théâtre de Tokyo, s'inspire parfois du kyōgen pour des mises en scène et un répertoire modernes.

### Musiques et langage
Contrairement au nô, le kyōgen n’a pas besoin de musique sauf pour certaines pièces. Si la musique doit être présente, il y aura trois types de tambours, l’un porté à l’épaule, le second sur la hanche et le troisième joué avec des baguettes de cyprès ; ainsi qu’une flûte.  
Le langage utilisé est celui de la période Muromachi. C’est donc un dialogue comique avec un jeu physique où les mouvements sont exagérés et où le style du rire est maîtrisé. Le kyōgen n’utilise jamais un langage vulgaire ou ironique qui vise à blesser. Tout dialogue cherche à faire rire de ce qui n’est normalement pas drôle.

## Le répertoire
Les pièces de kyōgen sont divisées en plusieurs catégories, selon le type de caractère du protagoniste (shite) ou selon le thème de la pièce.
On compte environ deux cent soixante pièces au répertoire. 
-      waki-kyōgen ce sont des pièces de bon augure, elles expriment la joie. Il y a vingt-sept pièces.
-      les pièces entre daimyo (seigneur féodal) et Taro kaja (serviteur). Le seigneur commet parfois des erreurs et se fait réprimander par son serviteur. Il peut être un ivrogne ou au contraire un homme de bon sens. Il y a vingt-quatre pièces.
-      les pièces de rapports familiaux entre époux, il y a treize pièces, ou entre père et gendre, il y a quatorze pièces.
-      les pièces représentant des démons, il y en a dix.
-      les pièces représentant des montagnards, ce sont des sorciers prétentieux et impuissants.
-      les pièces représentant des moines, il y en a vingt-deux, où l’ignorance et la sottise sont leurs moindres défauts. Dans cette même catégorie, il y a les aveugles au nombre de six pièces.
-      les pièces diverses représentant parfois des voleurs mais aussi les animaux protagonistes.

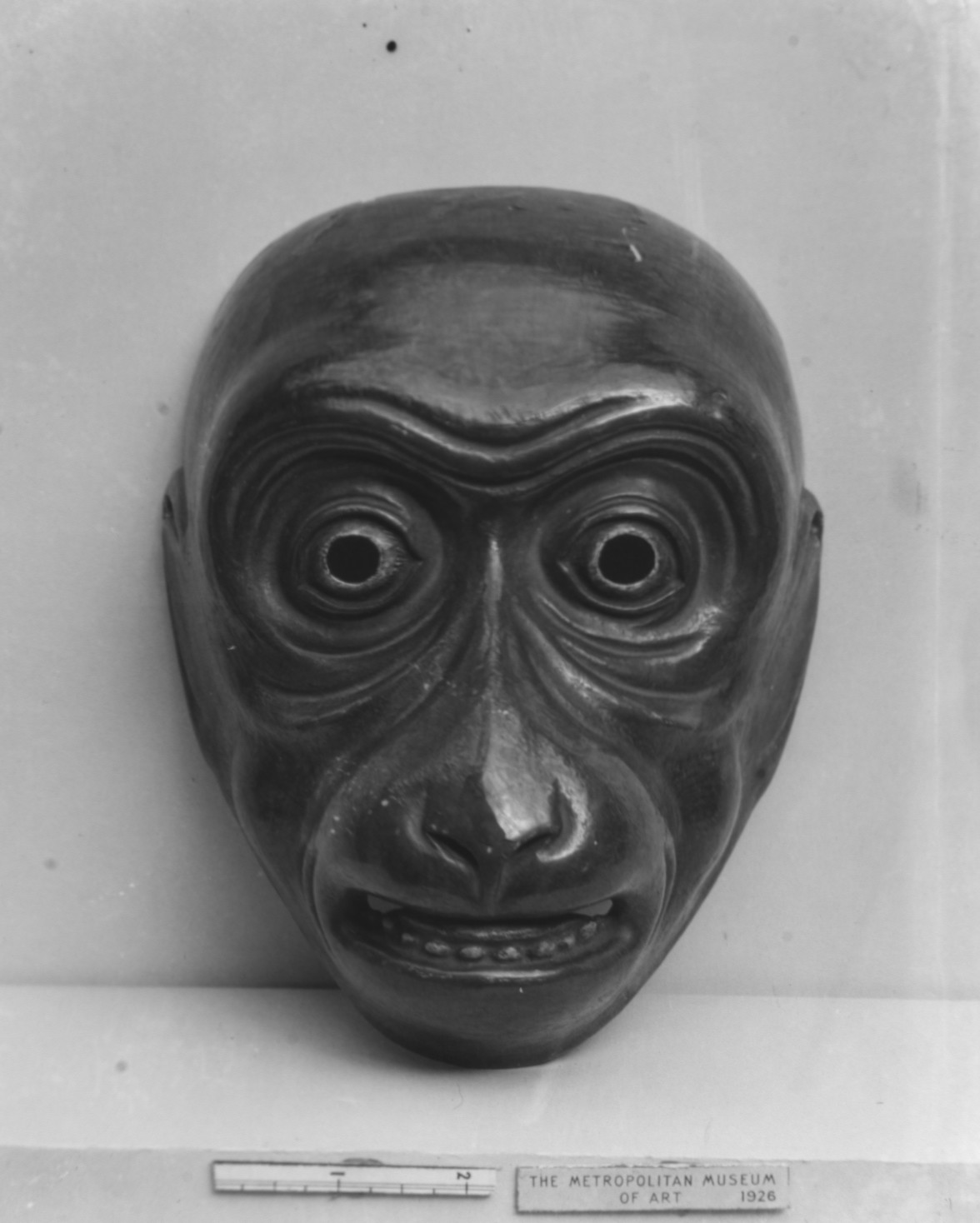
Masque de singe "Saru "

## Accessoires
L’utilisation d’accessoires permet aux spectateurs une meilleure compréhension de la pièce. Les plus connus sont les masques, les costumes et d’autres objets.

### Les masques

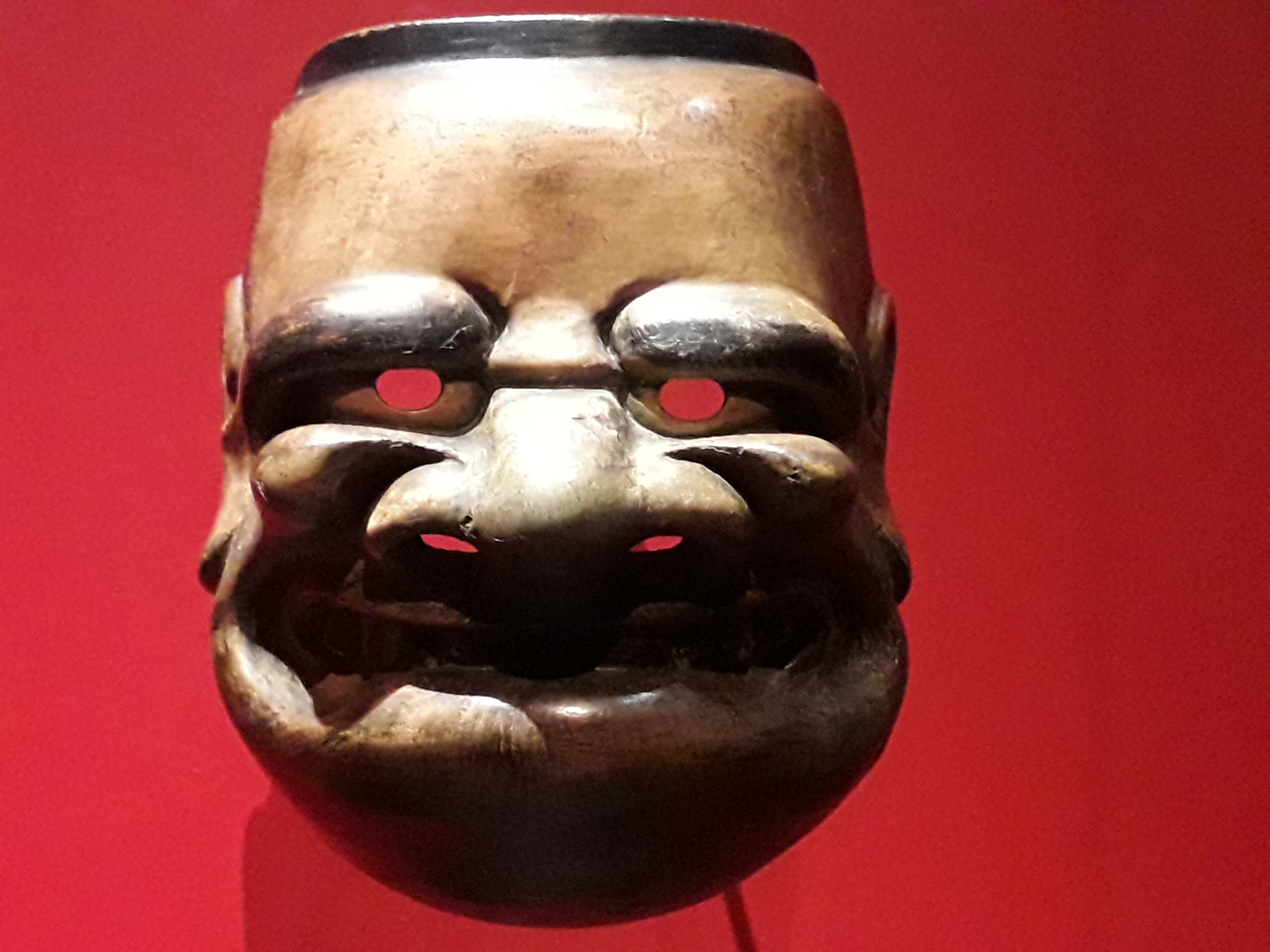
Masque de démon "oni"

Dans le théâtre kyōgen, l’utilisation de masque n’est pas prioritaire. Le visage découvert permet de voir les mimiques et expressions faciales de l’acteur, ce qui accentue le côté comique. Il y a environ une cinquantaine de pièces qui utilisent les masques. On compte une vingtaine de masques au kyōgen. La plupart des masques ne sont pas humains, ce sont souvent des animaux, des dieux, des esprits, des fantômes, etc. Lorsqu’il s’agit de masques humains, c’est pour le personnage de jeune fille ou de vieillards.

### Les costumes

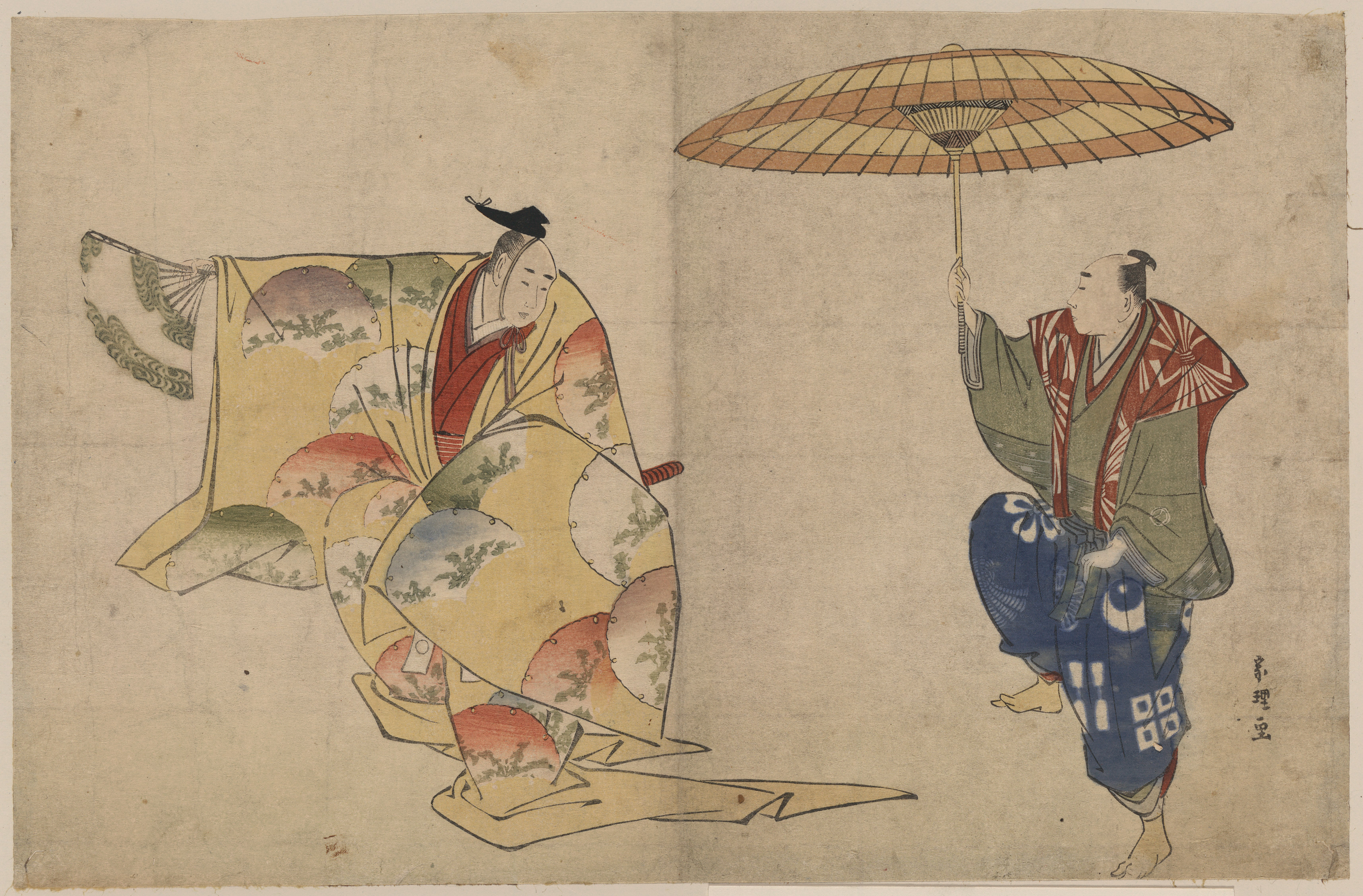
De gauche à droite: le seigneur et le serviteur

Les costumes du kyōgen sont plus simples que ceux du nô. Ils sont basés sur les vêtements du Japon médiéval. Les costumes sont choisis en fonction du rôle du personnage.  
Par exemple, le seigneur porte un naga bakama, une longue jupe culotte traînant aux pieds et une coiffure noire sur la tête (eboshi).  
Le maître lui, porte un long pantalon et une veste (suo) et le serviteur porte un hakama, une jupe pantalon court et une veste "kataginu".  
Quant à la femme, l’acteur porte un kimono en satin multicolore avec un binan bôshi, un style de ruban blanc autour de la tête dont les extrémités tombent le long du corps. Le kimono est bien serré au niveau des jambes pour que l’acteur fasse de petits pas comme une femme le ferait. 

### Les accessoires
Les principaux accessoires utilisés sont : l’éventail, les acteurs s’en servent pour tout, c’est-à-dire comme couteau, marteau, sabre etc ; et le kazura-oke, un récipient cylindrique en bois utilisé comme siège ou tonneau à saké. Ce dernier accentue le côté comique des scènes d’ivrogneries où le protagoniste est ivre.
En plus des accessoires, l’acteur imite les sons en utilisant des onomatopées. Par exemple, lorsqu’il verse le saké, il va faire le son « dobu dobu dobu ».

## La représentation de la femme dans lekyōgen
Dans le kyōgen, les rôles masculins sont représentés sous plusieurs catégories comme les prêtres, les démons, les maitres, etc., tandis que les rôles féminins sont tous mis dans une seule catégorie : la catégorie des femmes. Néanmoins, on peut tout de même les classer selon leurs occupations, leur position familiale, leur statut social ou leurs traits de personnalités.
On distingue sept grandes catégories parmi soixante-huit textes ayant des rôles féminins :
- Femmes au foyer
- Jeunes femmes mariables
- Femmes au travail
- Femmes saintes
- Femmes surnaturelles
- Femmes invisibles
- Divers

### Femmes au foyer
Les femmes au foyer sont divisées en trois sous-groupes répartis en trente-six textes. Elles représentent les différentes positions sociales de la culture médiévale du Japon. Il y a donc :
1) Les épouses, elles sont classées selon leur trait de personnalité (féroce et fidèle ; possessive et fidèle ; supportrice et fidèle ; courageuse ; folle et fidèle ; folles et infidèles)
* Les épouses féroces et fidèles s’acharnent sur leur mari paresseux, qui ne veut pas aller travailler. Cet inversion de rôle par rapport à la vraie vie est source de conflit et de comique pour les spectateurs. En effet, traditionnellement les femmes sont soumises et douces, et les hommes vont quotidiennement travailler. Ici, l’histoire est dominée par l’argent.
* Les épouses possessives et fidèles sont en colère face aux infidélités de leur mari ou de leur désir de divorce. La femme est déterminée à sauver son mariage, elle est perçue par le spectateur comme une femme qui aime son mari et qui défend son mariage. Ici, l’histoire est dominée par l’amour.
* Les épouses supportrices et fidèles sont intelligentes et de caractère fort face à leur mari.
* Les épouses courageuses et vertueuses sont loyales et courageuses. Cette catégorie est jouée sans le mari. Il y a un homme sur scène mais c’est soit un démon soit un montagnard.
* Les épouses folles et fidèles. Il n’y a qu’un seul texte et c’est le seul qui met en scène une femme moins intelligente que son mari.
* Les épouses folles et infidèles sont trompeuses et infidèles.
2) Les jeunes mariées sont dotées de qualités d’une femme mature et n’ont aucune qualité négative. Elles ne sont pas encore touchées par la pression sociale, économique et personnelle de la vie réelle. Dans cette catégorie, l’humour est léger. Sur scène, la jeune mariée doit choisir entre sa famille et celle de son mari car à l’époque lorsqu’une fille se marie, elle est obligée d’aller vivre chez son mari. Au fur et à mesure de la pièce, la jeune mariée deviendra comme la précédente catégorie, une épouse.
3) Veuve : il n’y a qu’un seul texte pour cette catégorie. Elle dit uniquement des choses positives sur son mari décédé. C’est une femme courageuse, protectrice et sans qualités négatives.

### Jeunes femmes nubiles
Ce sont de jeunes filles qui sont en âge de se marier. C’est la seule catégorie basée sur le physique de la femme. L’utilisation de masques pour le rôle féminin est majoritaire dans cette catégorie. Les jeunes femmes prêtes à être mariées mettent un masque appelé oto. Son front et ses joues sont bombés, son nez est plat et sa bouche est petite. Les jolies jeunes femmes mises en scène dans les pièces ne sont pas masquées. Au début, les femmes masquées sont voilées. Ainsi le comique est marqué à travers la femme qui poursuit un homme qui a pris peur une fois que la femme a retiré le voile.

### Femmes au travail
Ce sont des femmes indépendantes qui gagnent leur vie. Elles participent à la vie active contrairement à avant et ont le même statut social que les hommes. Il y a trois sous-catégories :
1) Les marchands : ce sont les femmes qui travaillent dans un établissement commercial et qui ont échappé à la femme au foyer. L’histoire tourne autour d’un conflit entre la femme et le mari concernant l’affaire familiale.
2) Les artistes : il existe qu’un seul texte Six Poets (Kasen) qui met en scène une femme qui participe à une fête de poésie waka, normalement interdite aux femmes, et qui cherche un mari. L’acteur porte un masque laid d’une jeune femme et porte un costume plus sophistiqué pour accentuer le côté comique.
3) Les courtisanes : leur travail consiste à se donner à un homme pour de l’argent. Il existe trois types de courtisanes : les courtisanes de rues ordinaires, les courtisanes de grandes classes et les courtisanes de classes moyennes.

### Femmes saintes
Ce sont des femmes ayant des vocations religieuses. Elles ont une vie différente des autres femmes, elles ne vivent qu’avec des saints et les conflits sont tournés autour des religions. Il y a deux types de femmes saintes, les religieuses bouddhistes et les jeunes filles Shinto. Ces femmes sont représentées comme étant douces, sans aucune action négative, indépendantes et fortes.

### Femmes surnaturelles
Les femmes se transforment en démon. Elles sont représentées comme étant une folle, une enfant mais cela crée justement l’aspect comique de la pièce.

### Femmes invisibles
Ce sont les femmes qui apparaissent uniquement comme une image. Elles n’apparaissent pas, elles sont uniquement décrites, imaginées par un homme du kyōgen comme étant la femme idéale. Elle n’a rien avoir avec la femme de la vie réelle. C’est une femme ayant une parfaite essence féminine. Cette femme invisible permet au spectateur d’imaginer leur propre femme idéale. L’humour est basé sur le désir que procure cette femme et que personne ne pourra obtenir car elle est irréelle.

## Lekyōgenaujourd'hui
Aujourd'hui, en grande partie grâce à la télévision où joue un nombre croissant de jeunes acteurs issus de familles traditionnelles, le kyōgen éprouve une vraie renaissance en tant que théâtre populaire au Japon. L'école d'Okura est prédominante dans la région d'Osaka et Kyoto, et l'école d'Izumi dans la région de Tokyo.